# Ca' Cappello Layard Carnelutti
Ca' Cappello Layard  (« Maison Cappello », le terme Ca’ vient du dialecte vénitien qui signifie « maison » 
équivalent du mot casa en italien) est un palais situé à Venise  dans le sestiere de San Polo, sur le Grand Canal au Ramo Dolfin, NA 2035.

## Architecture
Le Ca' Cappello donne sur le Canalasso au confluent du rio de San Polo et rio de le Erbe. Construit en époque gothique, comme le prouvent les chapiteaux du trifora (it) du premier étage noble, il fut restructuré au cours du XVIe siècle et il devint célèbre pour les fresques qui, selon la mode de l'époque, ornaient les murs mais qui se perdirent à jamais dans un incendie désastreux. Une cour latérale, située à gauche de la loge sur le Grand Canal, est visible sur quelques peintures du XVIIIe siècle mais fut clôturée au cours du XIXe siècle.
Sur la façade côté rio de San Polo, se trouvent deux trifores continus imposants avec un pergolo, et des chapiteaux très élaborés, flanqués de deux couples de monofores. De moindre intérêt, les blasons du XIXe siècle, copies de modèles plus anciens.
La façade côté Grand Canal ne comporte pas d'ornements: beaucoup de simple avec un monofore distribué sur les trois étages nobles avec un trifora architravé, au niveau du premier étage noble, déplacé sur la droite, qui expose une terrasse ample comme seul élément d'embellissement. En planche avec le trifora se trouve la grande porte de mer au rez.

## Intérieur
Le palais contenait jadis une collection inestimable de peintures recueillies ici par l'ambassadeur anglais Austen Henry Layard, propriétaire du Cappello depuis 1880. et que sa veuve légua à la National Gallery de Londres à la mort du mari, en 1894.